# Kommunistische Partei

Hammer und Sichel auf rotem Grund – Symbol kommunistischer Parteien

Eine kommunistische Partei (KP) ist eine politische Partei, die den Kommunismus (die klassenlose Gesellschaft) als Gesellschaftsordnung anstrebt.
Die erste kommunistische Partei im Sinn einer national organisierten parteipolitischen Organisation waren die Bolschewiki unter der Führung Wladimir Iljitsch Lenins. Die Umbenennung der Russischen Sozialdemokratischen Arbeiterpartei in Kommunistische Partei Russlands (Bolschewiki) erfolgte 1918 zur Abgrenzung von der den Ersten Weltkrieg billigenden Politik der SPD, die bis dahin die führende sozialistische Arbeiterpartei in Europa war. Ausgehend von Lenins Theorien über die Verwirklichung der von Karl Marx propagierten Ordnung wurden nach der russischen Oktoberrevolution von 1917 weltweit weitere kommunistische Parteien gegründet, meistens als Abspaltungen von zuvor existierenden sozialistischen und sozialdemokratischen Parteien, nachdem diese zunehmend auf einen reformorientierten Kurs umgeschwenkt waren und sich zugleich im Zuge des Ersten Weltkrieges und dem Auseinanderbrechen der Zweiten Internationale in der Auslegung der revolutionären Marxisten vom „proletarischen Internationalismus“ entfernt hatten.
Die weltanschauliche Grundlage der kommunistischen Parteien baut auf den historischen, ökonomischen und philosophischen Erkenntnissen des Marxismus (Wissenschaftlicher Sozialismus) auf, die das theoretische Fundament der kommunistischen Lehre bilden. Diese Lehre war von Karl Marx und Friedrich Engels im Verlauf des 19. Jahrhunderts entwickelt worden. Die maßgeblichen Grundgedanken waren bereits im Manifest der Kommunistischen Partei von 1848 enthalten.
Schon im 19. Jahrhundert und zunehmend im 20. Jahrhundert war es jedoch zu unterschiedlichen Auslegungen und Weiterentwicklungen der Marxschen Lehren gekommen, die bis in die Gegenwart zu mehreren Konzepten des Sozialismus und Kommunismus führten (vergleiche Leninismus, Marxismus-Leninismus, Trotzkismus, Titoismus, Maoismus, Eurokommunismus etc.). Lenins Theorie von der zentralen Bedeutung der kommunistischen Partei als „Vorhut der Arbeiterklasse“ übte dabei großen Einfluss auf alle nachfolgenden realsozialistischen Systeme aus.
Die verschiedenen Auslegungen führten schließlich auch zu Spaltungen und Neugründungen vieler kommunistischer Parteien, die nebeneinander existierten und zumindest in mehreren pluralistisch-demokratischen Staaten weiter existieren. Teilweise befehden sie sich untereinander beziehungsweise werfen sich gegenseitig „Verrat“ an der ursprünglichen kommunistischen Idee vor.

### Anfänge im 19. Jahrhundert bis zur Revisionismusdebatte

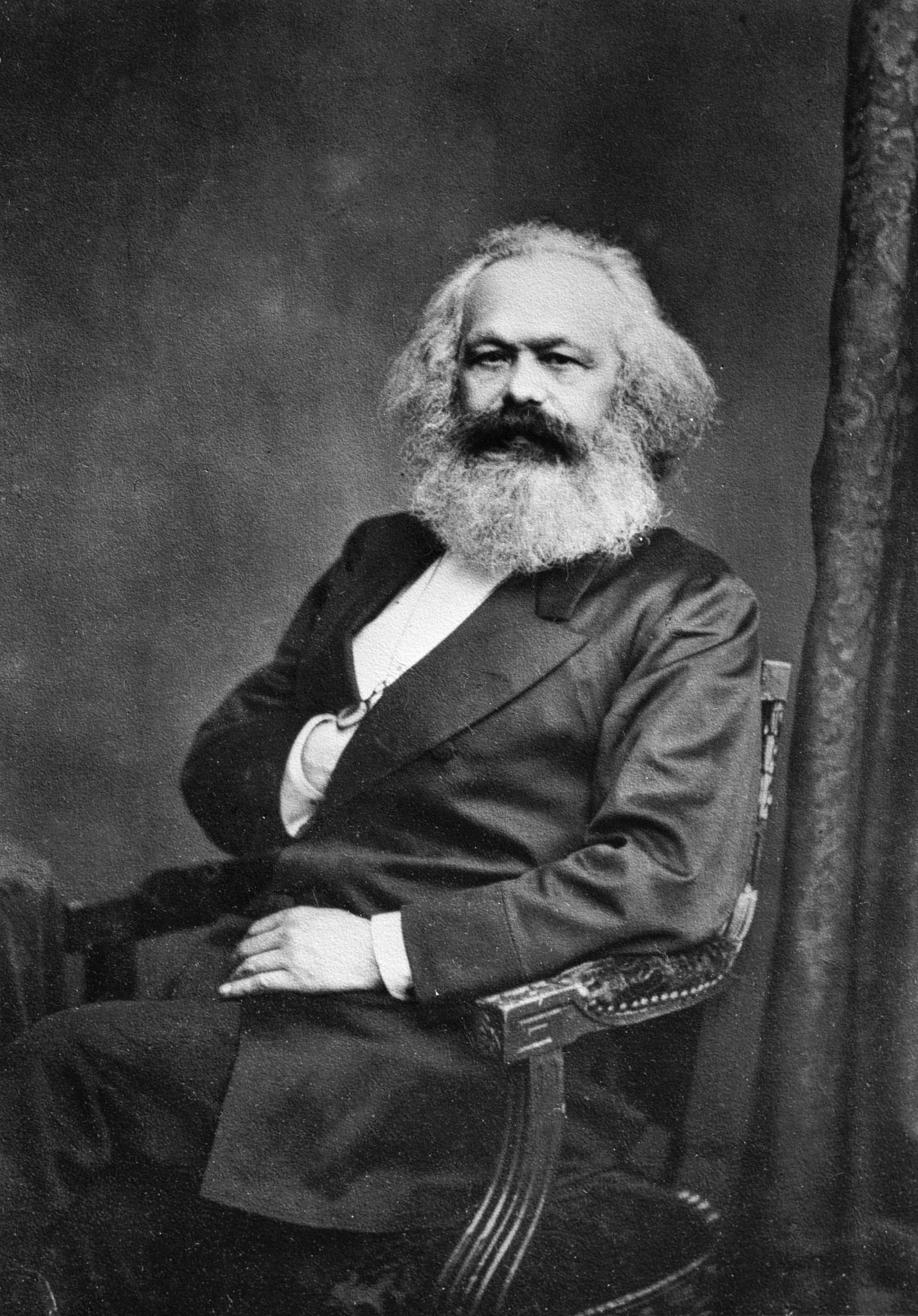
Karl Marx (1818–1883)

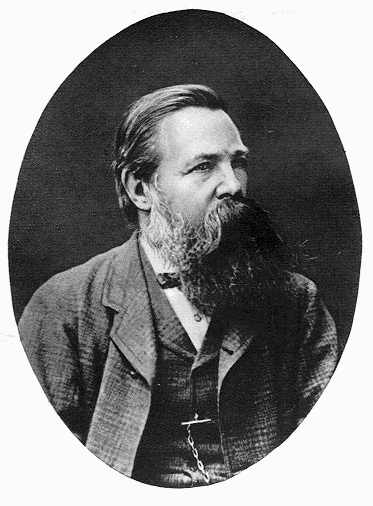
Friedrich Engels (1820–1895)

#### Entwicklung in Deutschland bis 1912

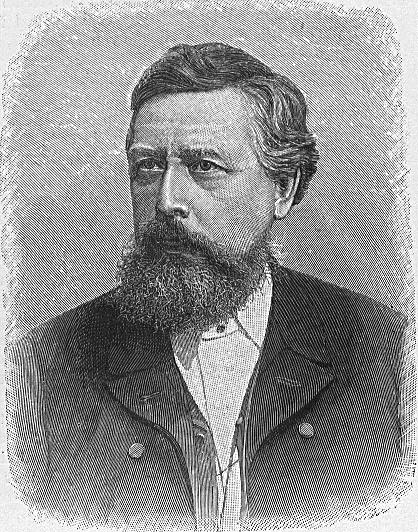
Wilhelm Liebknecht (1826–1900)

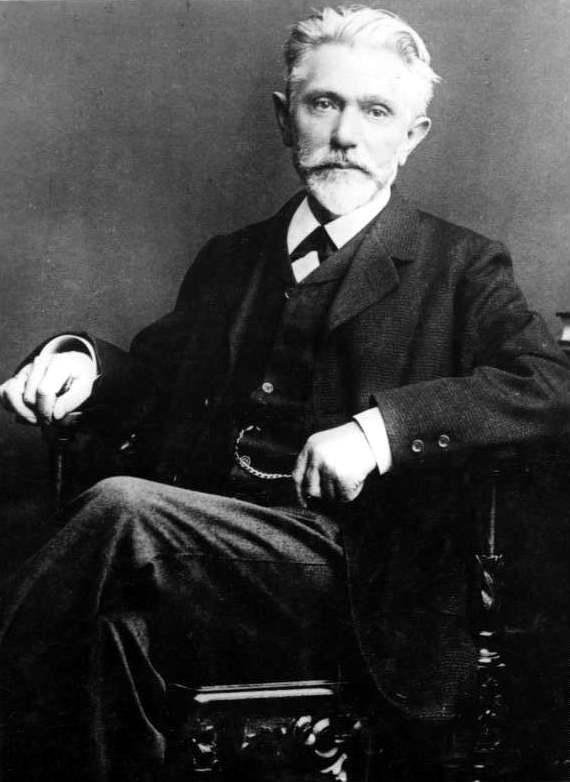
August Bebel (1840–1913)

### Russland bis zur Oktoberrevolution 1917

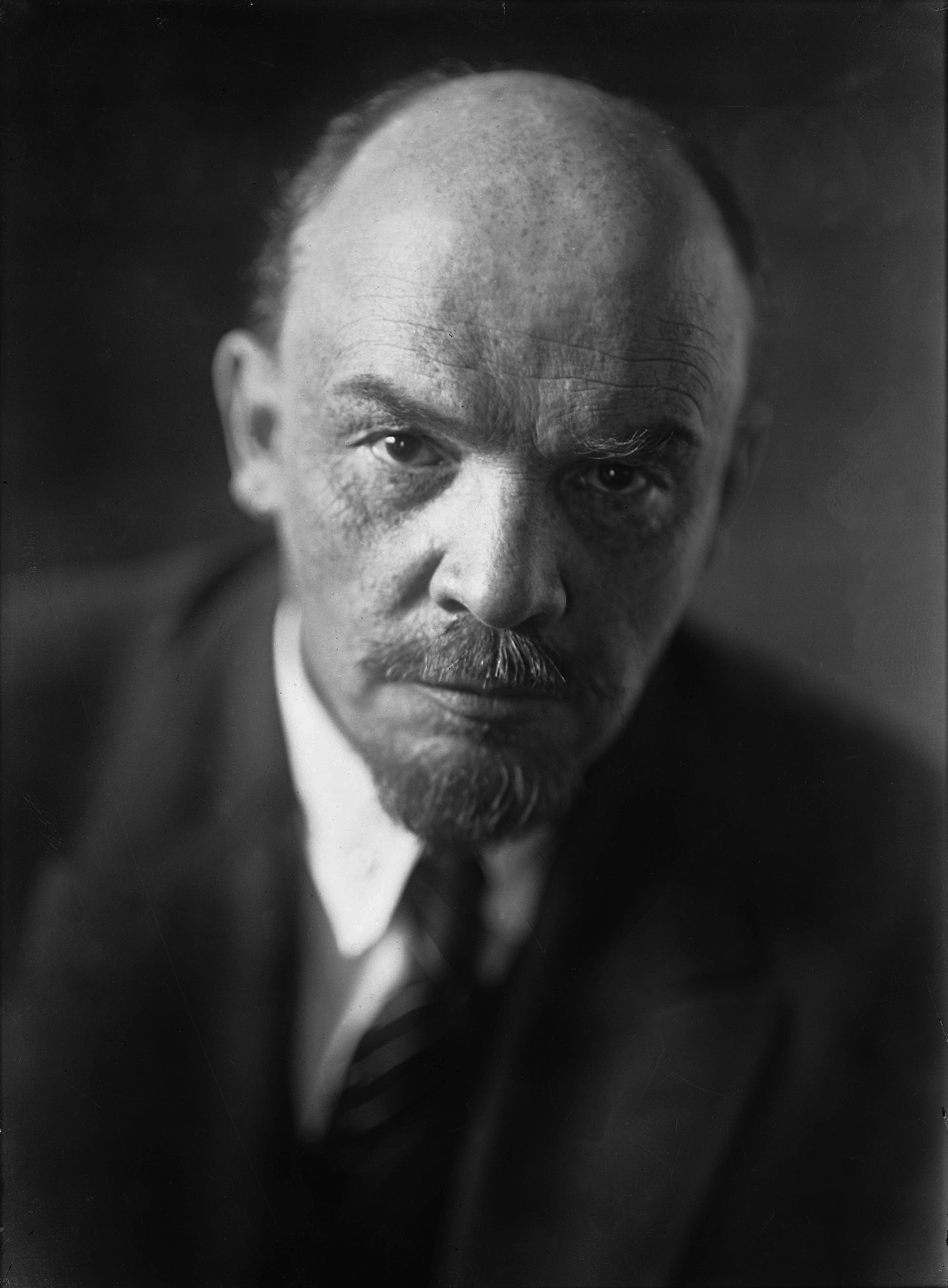
Wladimir Iljitsch Uljanow, genannt Lenin (1870–1924)

### Deutsches Reich 1915 bis 1933: Erster Weltkrieg, Novemberrevolution und Weimarer Republik

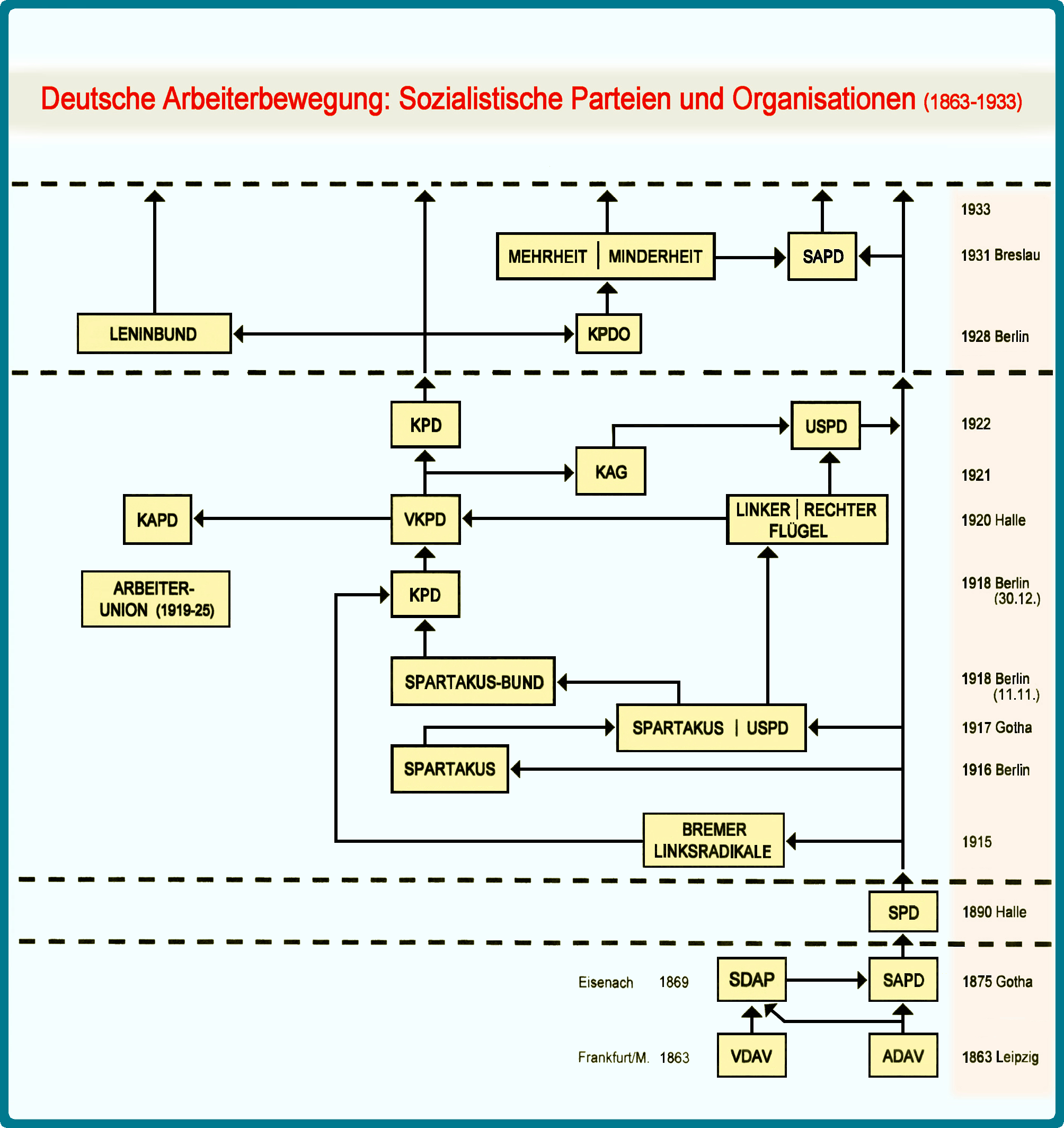
Grafische Darstellung der Entwicklung deutscher Arbeiterparteien zwischen 1863 und 1933

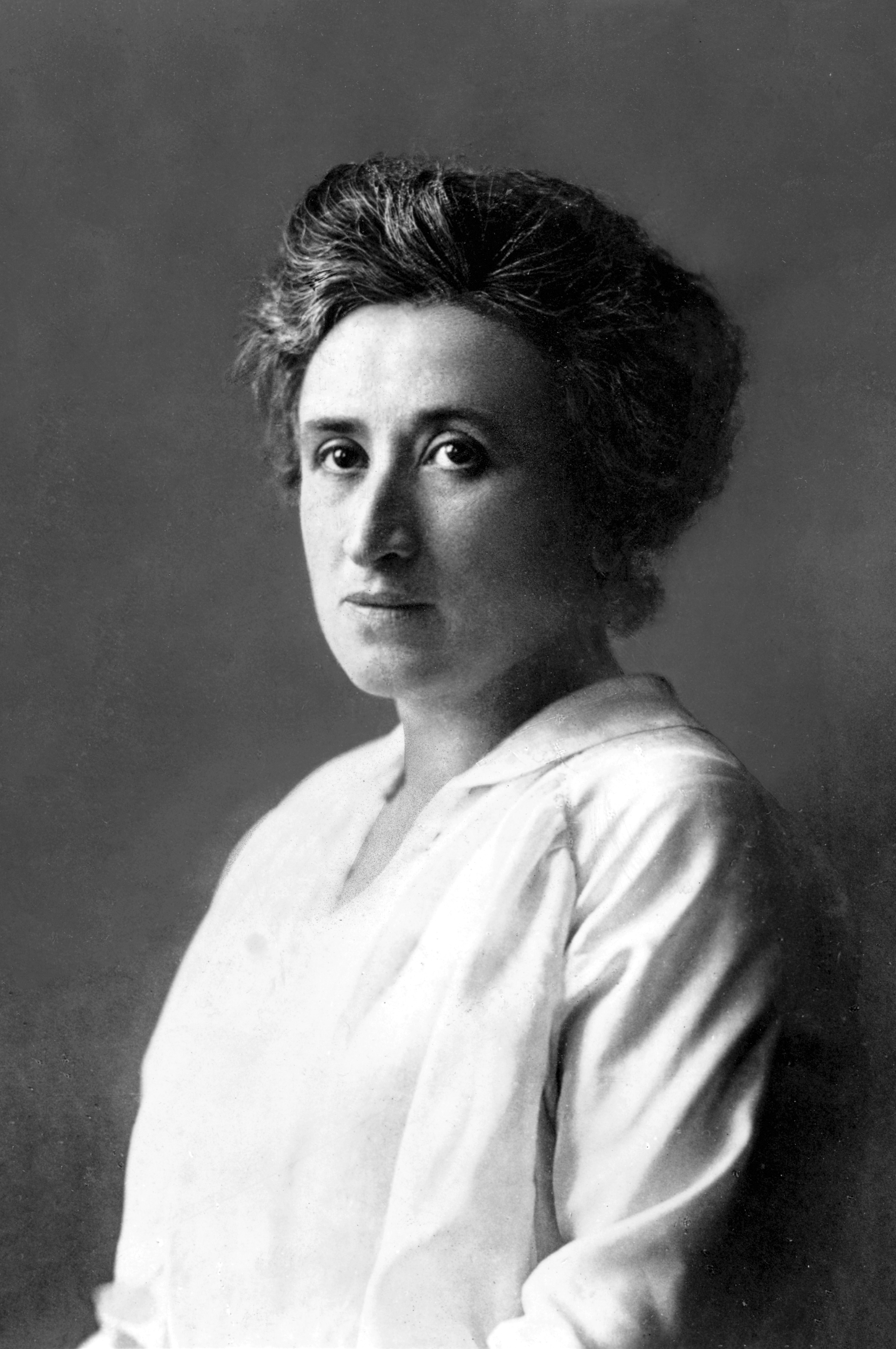
Rosa Luxemburg

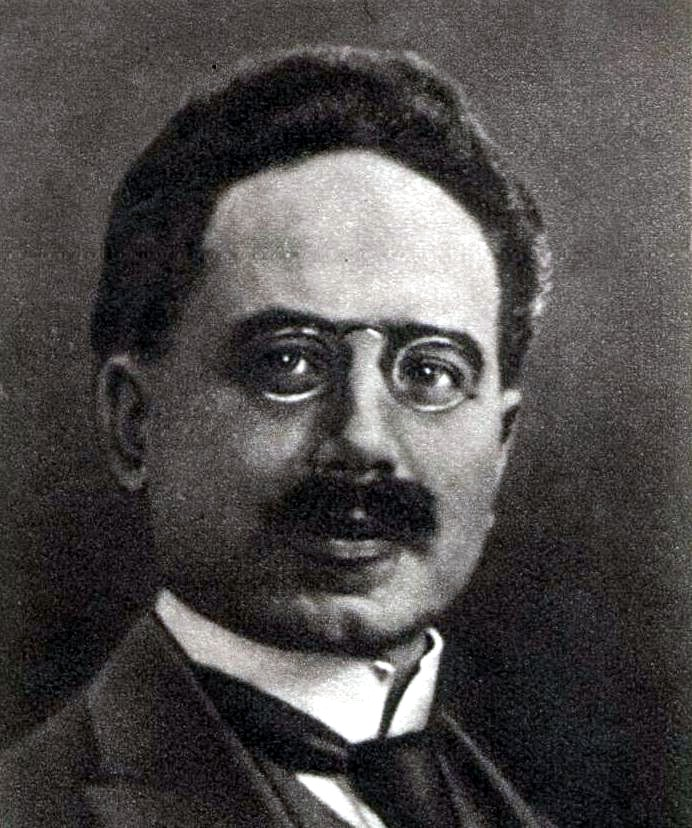
Karl Liebknecht

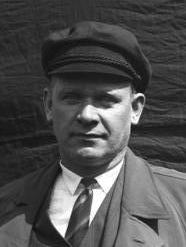
Ernst Thälmann, 1932